# Аматіке
Бухта Аматіке (ісп. Bahía de Amatique) — велика затока Карибського моря. Розташована уздовж східного узбережжя Гватемали і в Белізі.

## Географія
Бухта розташована в Гондураській затоці, простягається від Санто-Томас-де-Кастілья (Гватемала) на півдні до Пунта-Горда (Беліз) на півночі, де вона виходить в Карибське море. Південно-східні межі бухти позначено невеликим півостровом Пунта-де-Манабік.
Більша частина затоки є частиною Гватемали, а північно-західна частина — Белізу. Затока отримує стік з трьох основних річок: Мого в Белізі, Сарстун, що утворює кордон між Белізом і Гватемалою, і Ріо-Дульсе в Гватемалі. Основними портами в бухті є Пуерто-Барріос, Санто-Томас-де-Кастілья і Лівінгстон з боку Гватемали і Пунта-Горда в Белізі.